# Futbolista del año en Ucrania

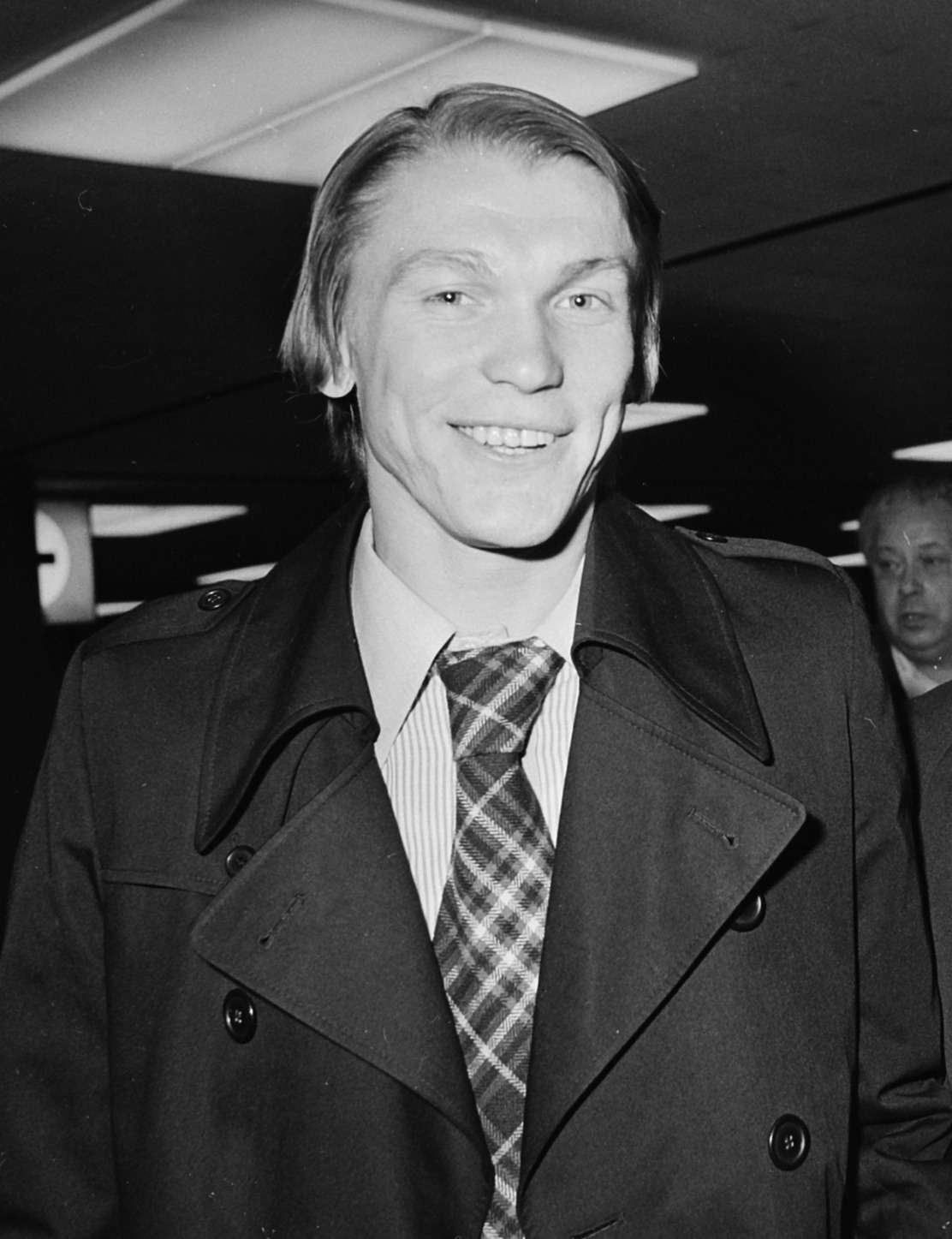
Oleg Blojín, ganador del premio en nueve ocasiones.

El premio al Futbolista Ucraniano del Año es un galardón que se otorga anualmente al futbolista ucraniano más destacado de todas las ligas del mundo. El premio lo entrega el diario Ukrainskiy Football. En 1990 el diario Molod Ukrainu se encargaba del trofeo para determinar el futbolista del año pero después lo realizó el Ukrainskiy Football hasta la actualidad. Desde el año 1995 el periódico Komanda otorga su propia versión del trofeo que incluye sólo a jugadores de la liga ucraniana (nacionales o extranjeros).

## Palmarés
| Año  | Jugador                              | Club                                             |
| ---- | ------------------------------------ | ------------------------------------------------ |
| 1969 | Víktor Serebrianikov                 | FC Dinamo de Kiev                                |
| 1970 | Vladímir Muntian                     | FC Dinamo de Kiev                                |
| 1971 | Yevgueni Rudákov                     | FC Dinamo de Kiev                                |
| 1972 | Oleg Blojín                          | FC Dinamo de Kiev                                |
| 1973 | Oleg Blojín                          | FC Dinamo de Kiev                                |
| 1974 | Oleg Blojín                          | FC Dinamo de Kiev                                |
| 1975 | Oleg Blojín                          | FC Dinamo de Kiev                                |
| 1976 | Oleg Blojín                          | FC Dinamo de Kiev                                |
| 1977 | Oleg Blojín                          | FC Dinamo de Kiev                                |
| 1978 | Oleg Blojín                          | FC Dinamo de Kiev                                |
| 1979 | Vitali Starújin                      | FC Shajtar Donetsk                               |
| 1980 | Oleg Blojín                          | FC Dinamo de Kiev                                |
| 1981 | Oleg Blojín                          | FC Dinamo de Kiev                                |
| 1982 | Anatoli Demianenko                   | FC Dinamo de Kiev                                |
| 1983 | Oleg Tarán                           | FC Dnipro Dnipropetrovsk                         |
| 1984 | Gennadi Litóvchenko                  | FC Dnipro Dnipropetrovsk                         |
| 1985 | Anatoli Demianenko                   | FC Dinamo de Kiev                                |
| 1986 | Aleksandr Zavárov                    | FC Dinamo de Kiev                                |
| 1987 | Alekséi Mijailichenko                | FC Dinamo de Kiev                                |
| 1988 | Alekséi Mijailichenko                | FC Dinamo de Kiev                                |
| 1989 | Volodímir Bezsónov                   | FC Dinamo de Kiev                                |
| 1990 | Serguéi Yurán                        | FC Dinamo de Kiev                                |
| 1991 | Ájrik Tsveiba                        | FC Dinamo de Kiev                                |
| 1992 | Víktor Leonenko                      | FC Dinamo de Kiev                                |
| 1993 | Víktor Leonenko                      | FC Dinamo de Kiev                                |
| 1994 | Víktor Leonenko                      | FC Dinamo de Kiev                                |
| 1995 | Yuri Kalitvintsev                    | FC Dinamo de Kiev                                |
| 1996 | Serhiy Rebrov                        | FC Dinamo de Kiev                                |
| 1997 | Andriy Shevchenko                    | FC Dinamo de Kiev                                |
| 1998 | Serhiy Rebrov                        | FC Dinamo de Kiev                                |
| 1999 | Andriy Shevchenko                    | FC Dinamo de Kiev / AC Milan                     |
| 2000 | Andriy Shevchenko                    | AC Milan                                         |
| 2001 | Andriy Shevchenko                    | AC Milan                                         |
| 2002 | Anatoli Timoshchuk                   | FC Shajtar Donetsk                               |
| 2003 | Oleg Venglinski                      | FC Dnipro Dnipropetrovsk                         |
| 2004 | Andriy Shevchenko                    | AC Milan                                         |
| 2005 | Andriy Shevchenko                    | AC Milan                                         |
| 2006 | Anatoli Timoshchuk                   | FC Shajtar Donetsk                               |
| 2007 | Anatoli Timoshchuk                   | FC Shajtar Donetsk / FC Zenit de San Petersburgo |
| 2008 | Artem Milevski                       | FC Dinamo de Kiev                                |
| 2009 | Artem Milevski                       | FC Dinamo de Kiev                                |
| 2010 | Yevhen Konoplianka                   | FC Dnipro Dnipropetrovsk                         |
| 2011 | Andriy Voronin                       | FC Dinamo de Moscú                               |
| 2012 | Yevhen Konoplianka                   | FC Dnipro Dnipropetrovsk                         |
| 2013 | Andriy Yarmolenko Yevhen Konoplianka | FC Dinamo de Kiev FC Dnipro Dnipropetrovsk       |
| 2014 | Andriy Yarmolenko                    | FC Dinamo de Kiev                                |
| 2015 | Andriy Yarmolenko                    | FC Dinamo de Kiev                                |
| 2016 | Ruslan Rotan                         | FC Dnipró                                        |
| 2017 | Andriy Yarmolenko                    | FC Dinamo de Kiev / Borussia Dortmund            |
| 2018 | Viktor Tsyhankov                     | FC Dinamo de Kiev                                |
| 2019 | Oleksandr Zinchenko                  | Manchester City F. C.                            |
| 2020 | Denys Favorov                        | FC Desná Chernígov / FC Zoryá Lugansk            |